# انجندر هيلث
منظمة (Engender Health 501 (c)(3 هي منظمة غير ربحية مقرها في واشنطن العاصمة، تنشط في مجال صحة المرأة والصحة الجنسية والإنجابية (SRH) تعمل في ما يقارب 20 دولة من أفريقيا وآسيا والبلدان الأمريكية. تأسست المنظمة في عام 1943 ووفرت الوصول إلى وسائل منع الحمل الجراحية الطوعية في الولايات المتحدة خلال سنواتها ال 25 الأولى. وقد وسعت مهمتها منذ ذلك الحين إلى «تدريب المتخصصين في الرعاية الصحية والشراكة مع الحكومات والمجتمعات لجعل خدمات تنظيم الأسرة عالية الجودة وخدمات الصحة الجنسية والإنجابية متاحة اليوم» وفي المستقبل.

## التاريخ
في أثناء وجودها، خضعت لتغييرات في الاسم والرسالة، مما يعكس الجدل الداخلي، والتحولات في السياسة العامة، والتغيرات في الرأي العام والوعي الدولي. وصفت المنظمة بأنها مثال رئيسي على كيفية تشكيل حركة تنظيم الأسرة الحديثة في الولايات المتحدة من خلال ثلاث قوى اجتماعية متداخلة ولكن يمكن تمييزها، أي حركة تحسين النسل، وحركة الحقوق الإنجابية (الأنثوية) وحركة تنظيم السكان.

### 1937-1945: حركة تحسين النسل الأمريكية
تأسست المنظمة في عام 1937 باسم رابطة التعقيم في نيو جيرسي (SLNJ) ثم أعيدت تسميتها إلى رابطة التعقيم من اجل تحسين الإنسان في عام 1943 . وتغير اسمها مرة أخرى إلى Birthright : وهي منظمة تعليمية غير ربحية تروج «لجميع الوسائل العلمية الموثوقة لتحسين المخزون البيولوجي للجنس البشري.» في عام 1950 أعيدت تسمية Birthright إلى جمعية تحسين الإنسان الأمريكية (HBAA).

### 1945-1972: حركة تحديد النسل في الولايات المتحدة
بعد الحرب العالمية الثانية، تعرضت المنظمات والأشخاص ال\ين يروجون لتحديد النسل لضغوط من أجل تغيير دعوتهم. في الخمسينيات تغيرت مهمة المنظمة لتركز على الحقوق والاختيار والعمل التطوعي. لقد تخلت عن منطقها في علم  تحسين النسل وأدان الإكراه (التشريعي أو غير ذلك) للتعقيم.
في عام 1962 تم تغيير اسم المنظمة إلى جمعية تحسين الإنسان للتعقيم الطوعي (HBAVS). على الرغم من أن المنظمة جذبت عددا من العلماء والناشطين البارزين، الا أن تأثيرها ارتفع في عام 1964 عندما ألقى هيو مور، المخترع الثري لكأس ديكسي والمؤيد البارز للسيطرة على السكان، نفوذه وأمواله خلف المجموعة. وبصرف النظر عن الدعم المالي، عمل مور كرئيس من عام 1964 إلى 1969 . تحت رئاسته في عام 1965 , أعيدت تسمية HBAVS إلى جمعية التعقيم الطوعي (AVS). مولت الجمعية أول عيادة لاستئصال الأسهر في الولايات المتحدة.
في أوائل السبعينيات أطلقت AVS - جنبا إلى جنب مع ACLU والنمو السكاني صفر – "دعوى قضائية": سلسلة من الدعاوى القضائية الناجحة ضد العديد من المستشفيات الأمريكية لرفضها الامتثال لطلبات المرضى للتعقيم. أدت هذه الحملات إلى القبول الواسع في مهنة الطب بأن التعقيم كان وسيلة فعالة لتحديد النسل، وأن اتخاذ قرار التعقيم كان امرا محضا بين المرضى وأطبائهم.[5] عملت AVS أيضا على إنشاء أول عناصر الموافقة المستنيرة واستشارات العملاء في الخدمات الصحية وأنتجت أحد الأدلة الأولى حول استشارات تنظيم الأسرة.

### 1972-2001: تنظيم الأسرة الدولي
في الجو المتغير في أواخر الستينيات وأوائل السبعينيات، عندما تم التأكيد على أهمية التحكم في السكان وتنظيم الأسرة في العالم الثالث بالنسبة للسياسة الخارجية الأمريكية، أصبح AVS في عام 1972 لأول مرة يتلقى التمويل من الوكالة الأمريكية للتنمية الدولية (USAID). في أنشطتها الدولية اللاحقة، أصبح AVS مفيدا في قبول التعقيم الجراحي واستخدامه على نطاق واسع، يعود الفضل في جزء كبير منه إلى عمله الرائد في أن هذه هي الطريقة الأكثر شيوعا لمنع الحمل في جميع أنحاء العالم.
في أوائل السبعينيات دعم AVS عمل الجراحين الذين كانوا يطورون نهجا جديدا لربط الأنابيب (التعقيم الجراحي الأنثوي) يسمى «بضع الصغر المصغر» أو «المينيلاب» البقاء في المستشفى لمدة تصل إلى أسبوع ومع ذلك يمكن إجراء Minilap تحت التخدير الموضعي كإجراء خارجي في المرافق الصحية الأساسية بدون معدات متخصصة